# Liacarus curvidentatus
Liacarus curvidentatus är en kvalsterart som beskrevs av Balogh 1958. Liacarus curvidentatus ingår i släktet Liacarus och familjen Liacaridae. Inga underarter finns listade i Catalogue of Life.